# Імунізація облігації
Імуніза́ція обліга́ції — процес урівноваження інвесторами ризику ціни облігації та реінвестиційного ризику (купони можуть бути реінвестовані під більш високі відсоткові ставки) під час зростання відсоткових ставок на ринку так, щоб вони взаємно компенсувались.